# Callidium cicatricosum
Callidium cicatricosum là một loài bọ cánh cứng trong họ Cerambycidae.